# Yang Wenyi
Pour les articles homonymes, voir Yang.
Dans ce nom, le nom de famille précède le nom personnel.
Yang Wenyi (杨文意), née le 11 janvier 1972, est une nageuse chinoise. Elle est la première nageuse à avoir réalisé moins de 25 secondes au 50 mètres nage libre.

## Palmarès
Aux Jeux olympiques d'été de 1988, elle a remporté la médaille d'argent au 50 mètres nage libre. 
Aux Jeux olympiques d'été de 1992, elle a remporté la médaille d'or au 50 mètres  nage libre et la médaille d'argent au 4 x 100 mètres nage libre.